# Série mondiale 1984
La Série mondiale 1984 était la 81e série finale des Ligues majeures de baseball. Elle a débuté le 9 octobre 1984 et opposa les champions de la Ligue américaine, les Tigers de Detroit, aux champions de la Ligue nationale, les Padres de San Diego.
Cette série 4 de 7 s'est terminée le 14 octobre 1984 par la victoire des Tigers de Détroit, quatre victoires à une.

## Équipes en présence

### Detroit
Les Tigers ont dominé le baseball majeur en 1984 avec 104 victoires, contre 58 défaites. Après un départ canon où ils remportèrent 35 de leurs 40 premières parties, ils terminèrent aisément au premier rang de la division Est de la Ligue américaine, avec 15 matchs de priorité sur leurs plus proches poursuivants, les Blue Jays de Toronto.
En Série de championnat, ils ont balayé les champions de l'Ouest, les Royals de Kansas City (84-78) en trois parties consécutives.
La franchise des Tigers accédait aux Séries mondiales pour la 9e fois, une première depuis leur dernier titre, remporté 16 ans plus tôt, en 1968. L'équipe avait également remporté les Séries mondiales de 1935 et 1945.

### San Diego
Les Padres de San Diego ont remporté le championnat de la section Ouest de la Ligue nationale avec une fiche de 92-70 et une avance de 12 parties sur les Braves d'Atlanta. Il ne s'agissait que de la seconde fiche victoires-défaites positive dans l'histoire de la franchise, qui terminait pour la première fois en tête de sa section.
En Série de championnat, ils ont vaincu trois parties à deux les champions de la division Est, les Cubs de Chicago, détenteurs d'un dossier supérieur de 95-65 en saison régulière.
À sa 16e saison d'existence, San Diego participait à une première Série mondiale.

## Déroulement de la série

### Calendrier des rencontres
| Match | Date       | Visiteur            | Hôte                | Score |
| ----- | ---------- | ------------------- | ------------------- | ----- |
| 1     | 9 octobre  | Tigers de Détroit   | Padres de San Diego | 3 - 2 |
| 2     | 10 octobre | Tigers de Détroit   | Padres de San Diego | 3 - 5 |
| 3     | 12 octobre | Padres de San Diego | Tigers de Détroit   | 2 - 5 |
| 4     | 13 octobre | Padres de San Diego | Tigers de Détroit   | 2 - 4 |
| 5     | 14 octobre | Padres de San Diego | Tigers de Détroit   | 4 - 8 |

### Match 1
Mardi 9 octobre 1984 au Jack Murphy Stadium, San Diego, Californie.
| Tigers de Detroit | 1 | 0 | 0 | 0 | 2 | 0 | 0 | 0 | 0 | 3 | 8 | 0 |
| Padres de San Diego | 2 | 0 | 0 | 0 | 0 | 0 | 0 | 0 | 0 | 2 | 8 | 1 |
| Lanceurs partants : DET : Jack Morris SD : Mark Thurmond Vic. : Jack Morris (1-0) Déf. : Mark Thurmond (0-1) HRs : DET : Larry Herndon (1) |   |   |   |   |   |   |   |   |   |   |   |   |

### Match 2
Mercredi 10 octobre 1984 au Jack Murphy Stadium, San Diego, Californie.
| Tigers de Detroit | 3 | 0 | 0 | 0 | 0 | 0 | 0 | 0 | 0 | 3 | 7  | 3 |
| Padres de San Diego | 1 | 0 | 0 | 1 | 3 | 0 | 0 | 0 | X | 5 | 11 | 0 |
| Lanceurs partants : DET : Dan Petry SD : Andy Hawkins Vic. : Andy Hawkins (1-0) Déf. : Dan Petry (0-1) Sauv. : Craig Lefferts (1) HRs : DET : Kurt Bevacqua (1) |   |   |   |   |   |   |   |   |   |   |    |   |

### Match 3
Vendredi 12 octobre 1984 au Tiger Stadium, Détroit, Michigan.
| Padres de San Diego | 0 | 0 | 1 | 0 | 0 | 0 | 1 | 0 | 0 | 2 | 10 | 0 |
| Tigers de Detroit | 0 | 4 | 1 | 0 | 0 | 0 | 0 | 0 | X | 5 | 7  | 0 |
| Lanceurs partants : SD : Tim Lollar DET : Milt Wilcox Vic. : Milt Wilcox (1-0) Déf. : Tim Lollar (0-1) Sauv. : Willie Hernández (1) HRs: DET : Marty Castillo (1) |   |   |   |   |   |   |   |   |   |   |    |   |

### Match 4
Samedi 13 octobre 1984 au Tiger Stadium, Détroit, Michigan.
| Padres de San Diego | 0 | 1 | 0 | 0 | 0 | 0 | 0 | 0 | 1 | 2 | 5 | 2 |
| Tigers de Detroit | 2 | 0 | 2 | 0 | 0 | 0 | 0 | 0 | X | 4 | 7 | 0 |
| Lanceurs partants : SD : Eric Show DET : Jack Morris Vic. : Jack Morris (2-0) Déf. : Eric Show (0-1) HRs : SD : Terry Kennedy (1) DET : Alan Trammell (1, 2) |   |   |   |   |   |   |   |   |   |   |   |   |

### Match 5
Dimanche 14 octobre 1984 au Tiger Stadium, Détroit, Michigan.
| Padres de San Diego | 0 | 0 | 1 | 2 | 0 | 0 | 0 | 1 | 0 | 4 | 10 | 1 |
| Tigers de Detroit | 3 | 0 | 0 | 0 | 1 | 0 | 1 | 3 | X | 8 | 11 | 1 |
| Lanceurs partants : SD : Mark Thermond DET : Dan Petry Vic. : Aurelio Lopez (1-0) Déf. : Andy Hawkins (0-0) Sauv. : Willie Hernández (2) HRs : SD : Kurt Bevacqua (2) DET : Kirk Gibson (1, 2), Lance Parrish (1) |   |   |   |   |   |   |   |   |   |   |    |   |

## Joueur par excellence
Le joueur d'arrêt-court des Tigers de Détroit, Alan Trammell, fut nommé joueur par excellence de la série. Il frappa 9 coups sûrs en 20 présences au bâton, pour une moyenne de ,450, avec deux circuits et 6 points produits. Il marqua également 5 points. Ses 9 coups sûrs égalaient un record pour une Série mondiale de 5 parties.

## Faits notables
- La Série mondiale de 1984 fut une revanche entre les managers Sparky Anderson, des Tigers, et Dick Williams, des Padres. En Série mondiale de 1972, Williams avait mené les A's d'Oakland à la victoire contre les Reds de Cincinnati de Anderson. Les deux hommes étaient également des habitués des rendez-vous d'octobre, Andersen en étant à sa 5e finale comme manager, et Williams à sa 4e.
- Auteur de deux victoires dans cette série, le lanceur des Tigers, Jack Morris, échappa le titre de joueur le plus utile en 1984. Il se reprit en étant élu meilleur joueur de la Série mondiale 1991 avec les Twins du Minnesota.
- Les joueurs des Tigers égalèrent deux records pour une Série mondiale d'une durée de 5 parties : Alan Trammell avec 9 coups sûrs, et Lou Whitaker avec 6 points marqués[1].
- En étant retiré 9 fois sur des prises, Carmelo Martinez, des Padres, établit un nouveau record peu enviable (et qu'il détient toujours en 2008) pour une Série mondiale de 5 parties[1].